# Comunità montana del Velino
La VI Comunità Montana del Velino è una delle comunità montane del Lazio, in provincia di Rieti.

## Comuni
La comunità montana consta di nove comuni:
- Accumoli
- Antrodoco
- Amatrice
- Borbona
- Borgo Velino
- Castel Sant'Angelo
- Cittareale
- Micigliano
- Posta